# Fédération costaricienne d'athlétisme
La Fédération costaricienne d'athlétisme (en espagnol, Federación Costarricense de Atletismo, FECOA) est la fédération d'athlétisme du Costa Rica, fondée en 1960. Elle siège à San José. Elle fait partie de l'Association d'athlétisme d'Amérique du Nord, d'Amérique centrale et des Caraïbes (NACAC) et de l'Association internationale des fédérations d'athlétisme (IAAF).